# Río Cato
Río Cato är ett vattendrag i Chile.   Det ligger i regionen Región del Biobío, i den södra delen av landet, 400 km söder om huvudstaden Santiago de Chile.
Omgivningen kring Río Cato består till största delen av jordbruksmark. Området är ganska tätbefolkat, med 116 invånare per kvadratkilometer.